# Горячинськ
Горячинськ (рос. Горячинск) — село Прибайкальського району, Бурятії Росії. Входить до складу Сільського поселення Туркинського.
Населення — 967 осіб (2015 рік).